# Acanthonotozoma sinuatum
Acanthonotozoma sinuatum is een vlokreeftensoort uit de familie van de Acanthonotozomatidae. De wetenschappelijke naam van de soort is voor het eerst geldig gepubliceerd in 1978 door Just.